# Nyagonga (periodiskt vattendrag i Bujumbura Rural)
Nyagonga är ett periodiskt vattendrag i Burundi.   Det ligger i provinsen Bujumbura Rural, i den västra delen av landet, 16 km söder om huvudstaden Bujumbura.
Runt Nyagonga är det tätbefolkat, med 530 invånare per kvadratkilometer.